# Тимошенко (село)
Тимоше́нко (до 1948 года Озенба́ш; укр. Тимошенко, крымскотат. Özenbaş, Озенбаш) — село в Красногвардейском районе Республики Крым, входит в состав Краснознаменское сельское поселение (согласно административно-территориальному делению Украины — Краснознаменского сельского совета Автономной Республики Крым).

## Население
| 2001 | 2014 |
| ---- | ---- |
| 689  | ↘589 |

Всеукраинская перепись 2001 года показала следующее распределение по носителям языка
| Язык             | Процент |
| ---------------- | ------- |
| русский          | 47.61   |
| крымскотатарский | 35.12   |
| украинский       | 16.26   |
| другие           | 0.15    |

### Динамика численности
- 1939 год — 166 чел.[10]
- 1989 год — 619 чел.[10]
- 2001 год — 629 чел.[11]
- 2009 год — 689 чел.[12]
- 2014 год — 589 чел.[13]

## Современное состояние
На 2017 год в Тимошенко числится 10 улиц; на 2009 год, по данным сельсовета, село занимало площадь 58,6 гектара на которой, в 179 дворах, проживало 629 человек. В селе действуют сельский клуб, библиотека, село связано автобусным сообщением с райцентром и соседними населёнными пунктами.

## География
Тимошенко — село в степном Крыму на юго-западе района, высота центра села над уровнем моря — 37 м. Соседние сёла: Краснознаменка в 0,8 км на восток, Рогово в 3,5 км на север и Трактовое в 4,7 км на запад. Расстояние до райцентра — около 41 километра (по шоссе), ближайшая железнодорожная станция — Элеваторная примерно в 14 километрах. Транспортное сообщение осуществляется по региональной автодороге 35Н-271 от шоссе 35К-001 Красноперекопск — Симферополь (по украинской классификации — С-0-10661).

## История
Село Озенбаш возникло, вероятно, в конце 1920-х годы, по некоторым данным, основано выходцами из Биюк-Узенбаша (тогда, по инициативе Вели Ибраимова крымские татары из многолюдных сёл переселялись в другие местности Крыма. Впервые в доступных источниках встречается в материалах всесоюзной переписи населения 1939 года, согласно которой в селе проживало 166 человек. Также отмечено на карте Генштаба Красной армии 1942 года.
После освобождения Крыма от фашистов в апреле,согласно постановлению ГКО № 5859 от 11 мая 1944 года, 18 мая крымские татары были депортированы в Среднюю Азию. 12 августа 1944 года было принято постановление № ГОКО-6372с «О переселении колхозников в районы Крыма» и в сентябре 1944 года в район приехали первые новоселы (57 семей) из Винницкой и Киевской областей, а в начале 1950-х годов последовала вторая волна переселенцев из различных областей Украины. С 25 июня 1946 года Озенбаш в составе Крымской области РСФСР. Указом Президиума Верховного Совета РСФСР от 18 мая 1948 года Озенбаш (с вариантом Озебаш) Октябрьского района переименовали в Тимошенко. 26 апреля 1954 года Крымская область была передана из состава РСФСР в состав УССР. Время включения в Краснознаменский сельсовет пока не установлено: на 15 июня 1960 года село уже числилось в его составе.
Указом Президиума Верховного Совета УССР «Об укрупнении сельских районов Крымской области», от 30 декабря 1962 года, Тимошенко присоединили к Красногвардейскому району. По данным переписи 1989 года в селе проживало 619 человек. С 12 февраля 1991 года село в восстановленной Крымской АССР, 26 февраля 1992 года переименованной в Автономную Республику Крым. С 21 марта 2014 года в составе Крыма аннексировано Россией.